# Sona (Vorname)
Sona ist ein weiblicher Vorname.

## Herkunft und Bedeutung
Mit der Schreibweise Sona (auch Suna oder Sunita) kommt er im indischen Raum vor, wo er so viel wie Gold bedeutet.
Sona ist außerdem ein aserbaidschanischer  weiblicher Vorname und bedeutet Schwan.
Ferner kommt der Vorname Sona in Westafrika vor.
Der Name wird auch im persischen Raum verwendet.

## Bekannte Namensträgerinnen
- Sona Diabaté, Sängerin aus Guinea
- Sona Ghasarjan (* 1993), armenische Politikerin und Abgeordnete der Partei Zivilvertrag
- Sona Ghazarian (* 1945), armenisch-österreichische Opernsängerin (Stimmlage lyrischer Koloratursopran)
- Sona Jobarteh (* 1983), britisch-westafrikanische Musikerin
- Sona MacDonald (* 1961), österreichisch-amerikanische Schauspielerin und Sängerin
- Sona Mohapatra (* 1978), indische Sängerin, Komponistin, Texterin und Musikproduzentin
- Sona Salmanova (* 1956), aserbaidschanische Richterin
- Sona Vəlixan (1883–1982), aserbaidschanische Ärztin der Augenheilkunde
- Sona Əhmədli (* 1988), aserbaidschanische Ringerin

## Ähnliche Namen
- Sonay (türkisch)
- Sonna (dänisch)
- Soňa (tschechische und slowakische Schreibweise von Sonja)